# Arnošt Černík
Arnošt Černík (Ajšek, 28. srpna 1926 Praha – 31. května 1970 Huascarán u Yungay Peru) byl český horolezec (československý reprezentant), cestovatel, publicista, spisovatel a překladatel. Zemřel při zemětřesení na úpatí hory Huascarán jako účastník československé horolezecké expedice Peru 1970 na Huandoy, kdy celý základní tábor, údolí i přilehlé město zavalila kamenná lavina.
Působil v redakční radě (1963–1967) časopisu Krásy domova, který vydával ČSTV.

## Dílo
- Arnošt Černík: Technika zajišťování v horolezectví; 1960, 5 000 výtisků
- Arnošt Černík: Horolezectví; 1964, 5 000 výtisků
- Arnošt Černík: Trůny bohů; 1965, 1. vydání
- Arnošt Černík: Trůny bohů; 1972, 2. vydání, 16 000 výtisků
- Arnošt Černík: Trůny bohů; 1980, 3. vydání, 40 000 výtisků
- Arnošt Černík: Mezi Olympskými bohy; 1966, 3. vydání, 20 000 výtisků
- Arnošt Černík: Ohnivé hory; Olympia Praha, edice Maratón, 1. vydání, 1968, 228 stran + 16 příloh, 12 000 výtisků, 27-011-68
- ČERNÍK, Arnošt; SEKYRA, Josef. Zeměpis velehor : velehorská příroda, hory a člověk, velehory svět. 1. vyd. Praha: Academia, 1969. 393+16 s.
- Arnošt Černík, Vilém Heckel: Na ostrově krevní msty; 1970, 1. vydání
- Arnošt Černík: Tajemství sněžného člověka; 1970, 1. vydání
- Arnošt Černík: Tajemství sněžného člověka; 1978, 2. vydání
- Arnošt Černík: Hora smrti; 1971
- Arnošt Černík: Výprava na Ararat (nevydáno 1970, vyšlo až v roce 2000)

## Překlady
- Max Eiselin: Úspěch na Dhaulágiri; 1962
- Heinrich Harrer: Přicházím z doby kamenné; 1967, 20 000 výtisků
- Heinrich Harrer: Sedm let v Tibetu; 1970, 1. vydání, 20 000 výtisků
- Heinrich Harrer: Sedm let v Tibetu; 1999, 2. vydání, 15 000 výtisků
- Heinrich Harrer: U jezera blaženosti; 1973, 30 000 výtisků